# Kirkor Leonow
Kirkor Agopow Leonow (bg. Киркор Агопов Леонов; ur. 1 kwietnia 1944) – bułgarski zapaśnik walczący w stylu wolnym. Zajął szóste miejsce na mistrzostwach świata w 1973. Złoty medalista mistrzostw Europy w 1973 roku. 